# José Flober Peña

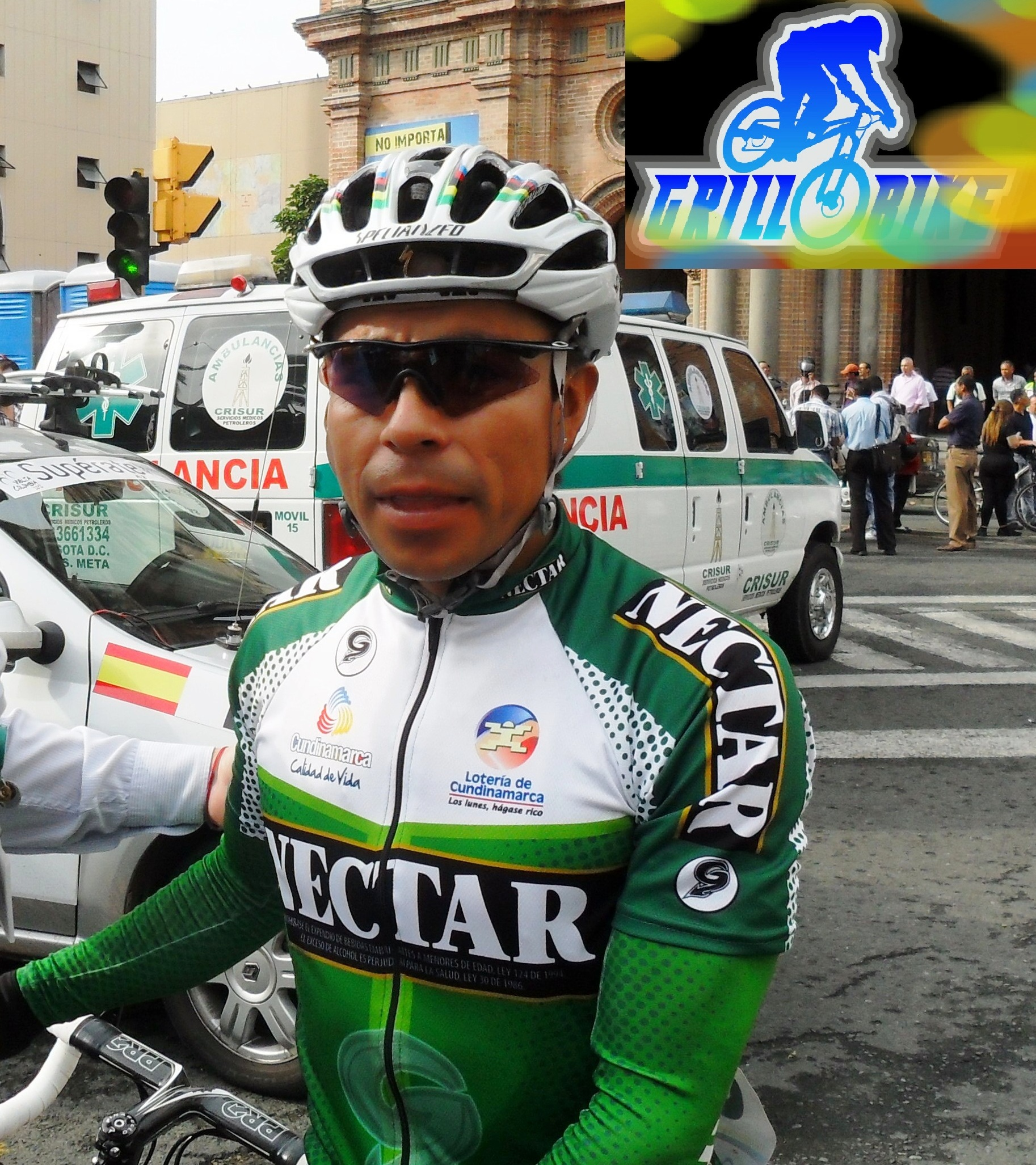
José Flober Peña (2012)

José Flober Peña Pena (* 7. Februar 1974) ist ein kolumbianischer Radrennfahrer.
José Flober Peña begann seine Karriere 1997. In der Saison 2004 gewann er zum ersten Mal eine Etappe bei der Vuelta a Guatemala. Später gewann er drei Etappen bei der Tour de la Guadeloupe und konnte so auch die Gesamtwertung für sich entscheiden. Im nächsten Jahr konnte er die drei Etappensiege und den Sieg in der Gesamtwertung wiederholen. 2006 gewann er dann nur eine Etappe, bevor er 2007 wieder drei Etappen und die Gesamtwertung für sich entschied. 2011 gewann er die Gesamtwertung der Clásica Perla del Fonce.

## Erfolge
2004
- eine Etappe Vuelta a Guatemala
- drei Etappen und Gesamtwertung Tour de la Guadeloupe

2005
- drei Etappen und Gesamtwertung Tour de la Guadeloupe

2006
- eine Etappe Tour de la Guadeloupe

2007
- drei Etappen und Gesamtwertung Tour de la Guadeloupe

2008
- drei Etappen und Gesamtwertung Tour de la Guadeloupe

2011
- Gesamtwertung Clásica Perla del Fonce

2016
- eine Etappe Tour de la Guadeloupe

## Teams
- 1997 Petróleos de Colombia
- 1999 Lotería de Boyacá - Apuestas Chiquinquirá
- 2012 Néctar Cundinamarca
- 2013 Coltejer-Alcaldía de Manizales
- 2014 Boyacá se atreve-LC Boyacá